# زينب والعرش
زينب والعرش هي رواية من تأليف الأديب المصري الراحل فتحي غانم صدرت للمرة الأولى في عام 1972 في جزأين، واقتُبس عنها في عام 1980 مسلسل تليفزيونيّ بنفس الاسم أخرجه المخرج المصري يحيى العلمي وقام ببطولته كمال الشناوي ومحمود مرسي، وسهير رمزي.

## عن الرواية
تدور أحداث رواية زينب والعرش حول عالم الصحافة وصراعات العاملين به وعلاقاتهم بأصحاب السلطة والنفوذ، وترصد الرواية التغيرات التي طرأت على المُجتمع المصري على مدى عقود إذ تبدأ أحداث الرواية في العهد الملكيّ وتمتد لما بعد ثورة يوليو وحتّى حرب يونيو عام 1967، فتحكي لنا عن الصحفي الوصولي عبد الهادي النجار الذي يتملق رجال السلطة ويكتب التقارير السرية في زملائه ليقدمها لرجال الأمن حتى أصبح رئيسا لتحرير أهم صحيفة قومية في مصر، وعلى النقيض منه تمامًا يقف يوسف المنصور الشاب الذي تربى تربية مثالية فكبر صادقًا غير مزيف أو منافق. يُحب عبد الهادي النجار زينب، وهي امرأة نصف تركية ونصف مصرية تزوجت في سن صغيرة من رجل مقامر قاسي سيء الطباع يكبرها في السن بكثير من الأعوام فتسعى للطلاق منه وتجمعها علاقات عاطفية بعدد من الرجال الآخرين من بينهم صديق زوجها عبد الهادي النجار الذي يدعي مُساعدتها لكي تنال حريتها، ومن بينهم يوسف منصور الشاب الوطني المثالي الذي يُحب زينب بصدق ويتزوجها.

## شخصيات الرواية
- عبد الهادي النجار: رئيس تحرير إحدى الصحف القومية وهو شخص وصولي يتملق رجال السلطة ويكتب التقارير السرية في زملائه لتحقيق أغراضه الشخصية.
- دياب: رئيس مجلس إدارة المؤسسة الصحفية ويتصارع مع عبد الهادي النجار على المنصب.
- حسن زيدان: صحفي انتهازي.
- يوسف منصور: صحفي يتسم بالمثالية والصدق.
- زينب: ابنة لرجل تركي وفلاحة مصرية تسعى للطلاق من زوجها الذي يعاملها بقسوة.

## روابط خارجية
- صفحة الرواية على موقع جود ريدز